# Domènec Balmanya
Domènec Balmanya Perera, conosciuto anche come Domingo Balmanya (Gerona, 29 dicembre 1914 – Barcellona, 14 febbraio 2002), è stato un calciatore e allenatore di calcio spagnolo.

## Palmarès

### Giocatore

#### Club

##### Competizioni nazionali
- Campionato spagnolo: 1

Barcellona: 1936-1937 (non ufficiale)
- Coppa di Spagna: 1

Barcellona: 1941-1942

### Allenatore

#### Club

##### Competizioni nazionali
- Coppa di Spagna: 1

Barcellona: 1956-1957
- Campionato spagnolo: 1

Atlético Madrid: 1965-1966

##### Competizioni internazionali
- Pequeña Copa del Mundo: 1

Barcellona: 1957
- Coppa delle Fiere: 2

Valencia: 1961-1962